# Сеоски вишебој у Јабланици
Сеоски вишебој у Јабланици је туристичко-спортска манифестација којом се представља такмичење у традиционалним занатима, вештинама и спортовима. Вишебој се одржава традиционално прве недеље по Тројицама, од 2007. године, у организацији Туристичког удружења Јабланица, под покровитељством Општине Чајетина.
Манифестација траје три дана и започиње печењем катрана, у петак, на традиционалан начин, док сам вишебој приказује и негује занате и вештине које полако нестају, а који су врло живописни и чине препознатљив мотив Златибора. Целодневни програм употпуњен је и наступом културно-уметничких друштава, певачких група, као и трубачким. Учесници програма су готово свих генерација, од оних најмлађих, вољних да сачувају традицију својих предака, па до оних старијих, који је годинама негују.
Манифестација је такмичарског духа и важи за једну од најбоље организованих сеоских манифестација.

## Такмичарске дисциплине
- Скок у даљ из места
- Ручно стругање дубећом тестером
- Бацање камена с рамена
- Трка коња
- Превлачење конопца
- Вуча на влаци (превлачење трупаца воловима)
- Скок у вис
- Превлачење конопца